# Jordi Lafebre
Jordi Lafebre   (Barcelona, 28 de maig de 1979) és un dibuixant de còmics i il·lustrador català. Fou alumne a la facultat de Belles Arts de la Universitat de Barcelona i a l'escola de còmic Joso de Barcelona, on també va exercir de professor d'il·lustració i disseny gràfic. El 2001 s'inicia professional publicant il·lustracions i dibuixant còmics per a publicacions vinculades a Joso, publicacions eròtiques i treballs publicitaris.
Després de conèixer Zidrou, guionista belga establert a Espanya, comença a treballar per al mercat franc-belga, inicialment a la revista Spirou. Posteriorment inicia les col·laboracions amb Zidrou, primer en les obres col·lectives La vieille dame qui n'avait jamais Joué au tennis et autres nouvelles qui font du bé (Dupuis, 2009) i Joyeuses nouvelles pour petits adultes et grands enfants (Dupuis, 2010), i posteriorment Lydie (Dargaud, 2010), La Mondaine (Dargaud, 2014), i la sèrie Les Beaux Étés, el primer volum de la qual es va publicar el 2015 a la mateixa editorial.
Alterna la seva obra dins el món del còmic amb treballs d'il·lustració, àmbit en què va realitzar el cartell del Saló Internacional del Còmic de Barcelona de 2015.
La seva obra Lydie, traduïda a quatre idiomes, ha venut més de 20.000 exemplars, i guanyat cinc premis; Prix Diagonale 2010 (Bèlgica) al millor àlbum, Prix Le Bénélix d'or 2010 (Québec), Prix de la différence d'Angoulème 2011 (França), Prix à Tours d'Ivoire 2011 (França) al millor àlbum i Prix Grande Ourse d'Andenne 2012 (Bèlgica).
El 2020 va publicar amb Dargaud la novel·la gràfica Malgre tout, amb la qual es va fer càrrec del dibuix i guió. El còmic tracta d'una història d'amor, amb la peculiaritat que l'ordre cronològic és invers. A França l'obra fou recompensada amb el Premi Uderzo al millor còmic de 2021. Posteriorment, Norma Editorial també va publicar el còmic en català.

## Obra
- La vieille dame qui n'avait jamais joué au tennis et autres nouvelles qui font du bien, guió de Zidrou, dibuix de Sergio Cordoba, Monsieur H., José Homs, Maly Siri, Esther Gili, Pedro J. Colombo, Jordi Lafebre, Jordi Sampere, Laurent Van Beughen. Dupuis, 2009
- Joyeuses nouvelles pour petits adultes et grands enfants, guió de Zidrou, dibuix d'Alexeï Kispredilov, Denis Bodart, Édith, Frank, Mio Franco, Jordi Lafebre, Oriol, Roger, Laurent Van Beughen, Will. Dupuis, 2010
- Lydie, guió de Zidrou. Dargaud, 2010
- La Mondaine, dos volums, guió de Zidrou. Dargaud, 2014
- Les Beaux Étés, guió de Zidrou. Dargaud
- # Cap au Sud, 2015
- # La Calanque, 2016
- # Mam'zelle Estérel, 2017
- # Le Repos du guerrier, 2018
- # La Fugue, 2018
- # Les Genêts, 2021
- Les Beaux Étés (edició integral), guió de Zidrou. Dargaud, 2022
- Malgrat tot, dibuix i guió de Jordi Lafebre. Norma Editorial, 2024. Publicat originalment a França per Dargaud amb el títol Malgré tout. Dargaud, 2020
- Soc el seu silenci, dibuix i guió de Jordi Lafebre. Norma Editorial, 2024. Publicat originalment a França per Dargaud amb el títol Je suis leur silence. Dardaud, 2023